# Ray Brown (hudebník)
Ray Brown (13. října 1926 Pittsburgh, Pensylvánie, USA – 2. července 2002 Indianapolis, Indiana, USA) byl americký jazzový kontrabasista a hudební skladatel.
Ve svých osmi letech se začal učit na klavír, na střední škole přešel k pozounu a později ke kontrabasu. První album vydané pod jeho jménem vyšlo v roce 1946 jako New Sounds in Modern Music. Později vydal řadu vlastních alb, na kterých spolupracoval například s Herbem Ellisem, Miltem Jacksonem, Hankem Jonesem nebo Oscarem Petersonem. Mimo to hrál na albech dalších interpretů, jako byla skupina Steely Dan, pianista Duke Ellington či zpěvačka Billie Holiday. Rovněž byl členem souboru Modern Jazz Quartet. Za svou skladbu „Gravy Waltz“ získal cenu Grammy.

## Vyznamenání
- Čestný kříž Za vědu a umění I. třídy (2001)[3]